# گروه برادران عوفر

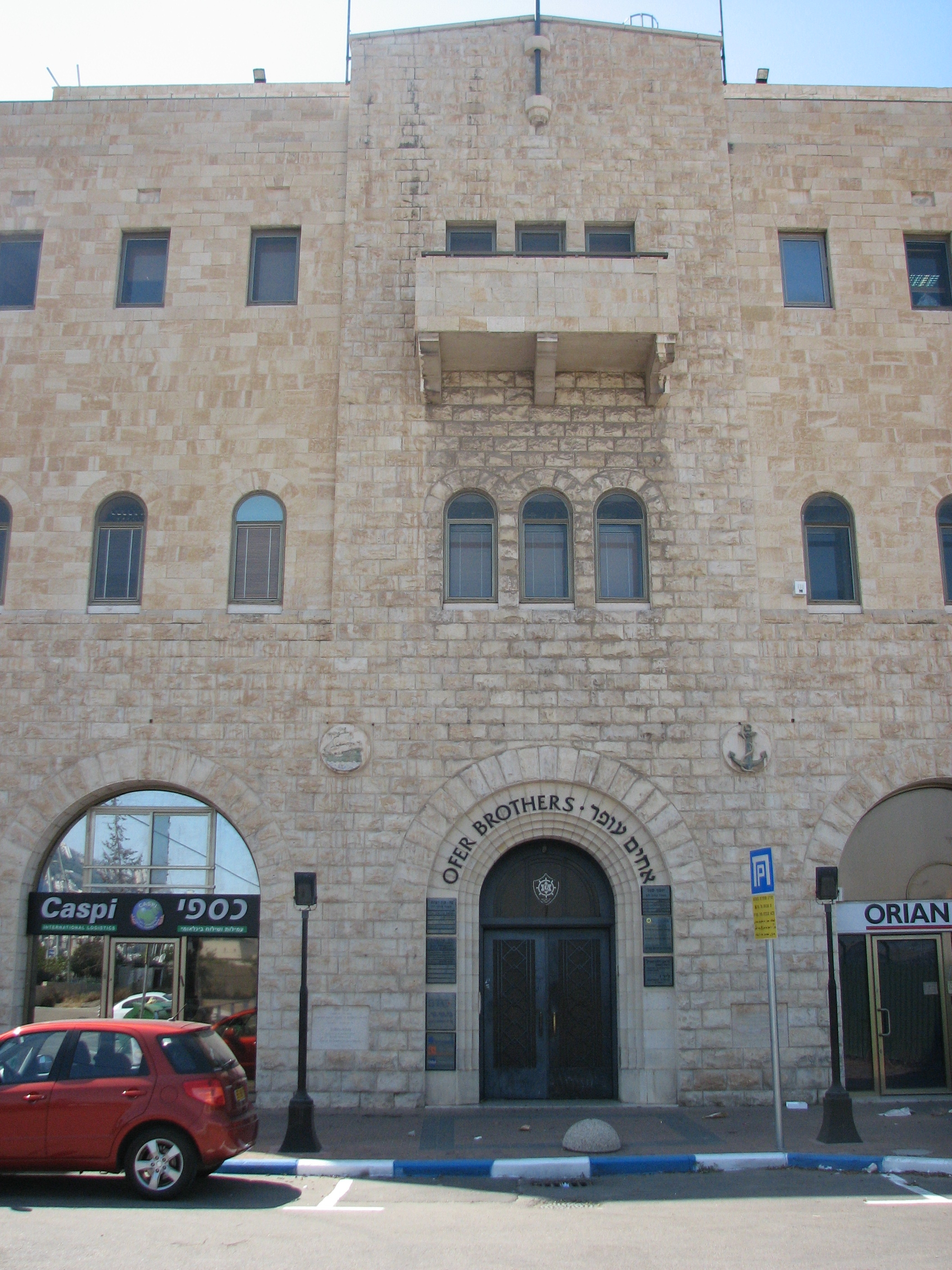
دفتر گروه برادران عوفر در حیفا

گروه برادران عوفر (به عبری: משפחת עופר) یک شرکت خصوصی کشتی‌رانی در اسرائیل است. این شرکت و شرکت‌های وابسته به گروه برادران عوفر، متعلق به دو برادر یهودی به نام‌های سامی و یوئلی عوفر است.

## جنجال معامله با ایران
در سال ۲۰۱۱ میلادی، دولت ایالات متحده آمریکا این شرکت را در چارچوب تحریم‌ها برای مهار برنامه هسته‌ای ایران قرار داد.
مطبوعات اسرائیل گزارش کرده‌اند که شرکت «تانکر پاسیفیک - سهامی عام» که در سنگاپور به ثبت رسیده‌است، ولی متعلق به شرکت اسرائیلی برادران عوفر است، سال گذشته به حکومت جمهوری اسلامی ایران یک نفت‌کش فروخته و طی هفت سال گذشته، کشتی‌های متعلق به این شرکت بارها به ایران سفر کرده و در بنادر ایران پهلو گرفته‌اند.